# I Українська антарктична експедиція

I Українська антарктична експедиція — перша наукова експедиція на українську антарктичну станцію Академік Вернадський у період з січня 1996 по травень 1997 року.

## Історія

Над станцією Академік Вернадський було піднято український прапор, 6 лютого 1996 р.

Українська антарктична станція «Академік Вернадський» до 1996 року належала Великій Британії і носила ім'я Фарадея.
Наукову базу на Аргентинських островах (Західна Антарктика) британці заснували під час експедиції на Землю Греяма в 1934—1937 рр. Як постійно діюча метеорологічна обсерваторія база почала працювати на острові Вінтер з 1947 році. Саме на цій базі британські вчені зробили відкриття — виявили існування озонової діри. У 1954 р. станцію було перенесено на мис Марина острова Галіндез.
З 1994 р. по лютий 1996 р. тривав процес передачі станції Україні. Це був жест доброї волі уряду Великої Британії. Адже після розпаду СРСР Росія оголосила себе його спадкоємицею, а відтак на прохання України в рамках розподілу активів колишнього СРСР передати одну з п'яти функціонуючих на той момент антарктичних станцій відповіла відмовою. Британія передала станцію Україні безоплатно, проте остання британська експедиція, яка працювала на «Фарадеї», попрохала у своїх українських колег, які приїхлаи приймати станцію, символічної платні в один фунт стерлінгів. Зараз ця монета перебуває на станції «Академік Вернадський», вона вмонтована у шинквас бару «Фарадей».
21 листопада 1994 р. Міжнародний фонд «Відродження» виділив 12 000 доларів на проєкт «Україна повертається в Антарктиду» [Архівовано 19 січня 2020 у Wayback Machine.]. 5 грудня 1994 р. на станцію Фарадей прибули четверо українських фахівців — Юрій Оскрет (забезпечення станції), Геннадій Міліневський (наукові програми), Олександр Люшнівський (зв'язок) та Володимир Гергієв (дизельне господарство) — і працювали там по 15 лютого 1995 р.
20 липня 1995 р. в Лондоні Посол України у Великій Британії Сергій Комісаренко та міністр закордонних справ Великої Британії Девід Девіс обмінялися дипломатичними нотами про передачу Україні антарктичної станції «Фарадей», а Петро Гожик, директор Центру антарктичних досліджень, і очільник Британської антарктичної служби Бері Хейвуд того ж дня підписали відповідний Меморандум про взаєморозуміння. 
Відтак почалася підготовка команди зимівників першої Української антарктичної експедиції. 28 листопада 1995 р. і 7 лютого 1996 р. на станцію прибувають дві групи зимівників, і команда з 12 осіб починає роботу. Перша експедиція пройшла успішно. За високий професіоналізм, виявлений в екстремальних умовах Антарктики при виконанні завдань Першої української антарктичної експедиції, Указом Президента України у квітні 1998 року орденом «За заслуги» ІІІ ступеня нагороджено Г. П. Міліневського (начальника станції), орденом «За мужність» ІІІ ступеня В. Г. Бахмутова (геофізика) і Л. С. Говоруху (гляціолога). На станції залишилась пам'ятка зі списком учасників Першої антарктичної експедиції.

## Транспорт
Учасники першої експедиції вилетіли з Києва 23 січня 1996 року, за три дні були вже в аргентинському порту Ушуайа (найпівденніше місто на планеті, знаходиться на острові Вогняна Земля, на березі протоки Бігля), звідки судно «Борис Петров» 1 лютого доставило їх на колишню британську станцію «Фарадей» — починаючи з цього дня, (Академік Вернадський).

## Склад експедиції

Команда Першої зимівлі у повному складі — середина зими.

- Геннадій Міліневський — начальник станції, геофізик, Київський національний університет імені Тараса Шевченка, к.ф-м.н., Завідувач НД лабораторії фізики космосу.
- Павло Крушеницький — заст.начальника станції з технічних питань;
- Андрій Сидоровський — механік-дизеліст;
- Володимир Бахмутов — геофізик;
- Володимир Павлик — лікар;
- Володимир Рязанов — кухар;
- Владислав Тимофєєв — метеоролог;
- Леонід Говоруха — гляціолог;
- Сергій Гордієнко — спеціаліст з виживання;
- Євген Гур'янов — електрик;
- Роман Братчик — адміністратор зв'язку;
- Олександр Янцелевич — метеоролог;[5]

## У культурі
Першу Українську експедицію до Антарктиди описано у сюжеті роману Андрія Куркова «Пікнік на льоду» (1996), що перекладений понад 30-ма мовами.

## Галерея

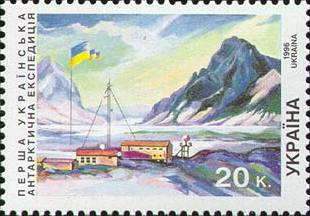
Марка «Перша українська антарктична експедиція»
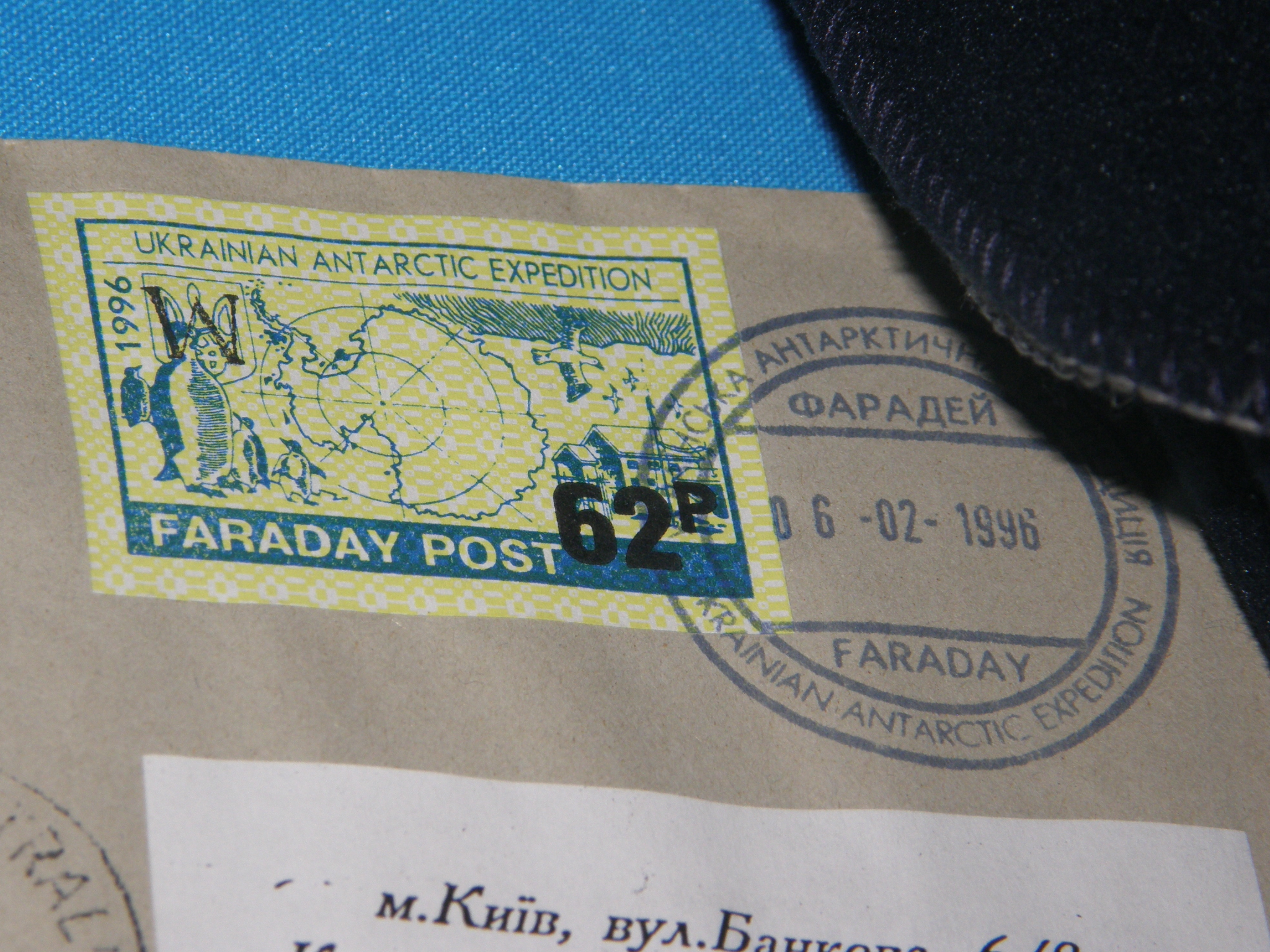
Лист, відправлений зі станції